# Ариберт Ангальтский
Ариберт Иосиф Александр Ангальтский (нем. Aribert Joseph Alexander von Anhalt; 18 июня 1864, Вёрлиц — 24 декабря 1933, Мюнхен) — регент герцогства Ангальт в 1918 году.

## Биография
Принц Ариберт был пятым ребёнком и четвёртым сыном герцога Ангальта Фридриха I и Антуанетты Саксен-Альтенбургской. По линии отца — внук Леопольда IV и Фридерики Вильгельмины Прусской, по матери — Эдуарда Саксен-Альтенбургского и Амалии Гогенцоллерн-Зигмаринген.
В 1894 году принц Ариберт был председателем комитета по участию Германии в Олимпийских играх в Афинах в 1896 году, а также президентом Немецкого национального олимпийского комитета.
В течение 1918 года скончались два старших брата принца — правившие герцоги Фридрих II (21 апреля) и Эдуард (13 сентября). Трон унаследовал несовершеннолетний племянник Иоахим Эрнст, и на Ариберта были возложены обязанности регента, но уже 12 ноября 1918 года в ходе волнений принц от имени Иоахима Эрнста отрекся от престола.
30 декабря 1918 года бывший принц-регент и представители Свободного государства Анхальт основали «Фонд Иоахима Эрнста», задачей которого являлась забота о дворцах и садах в Дессау. В 1947 году он был переименован в «Культурный фонд Дессау-Верлиц»
Улица Арибертштрассе в Кётене была названа в честь принца.
Принц Ариберт скончался 24 декабря 1933 года в Мюнхене и был похоронен в семейном мавзолее Дессау, позднее был перезахоронен на кладбище Цибигк.

## Брак
6 июля 1891 года в часовне Святого Георгия в Виндзорском замке принц Ариберт женился на принцессе Марии Луизе Шлезвиг-Гольштинской, которая была дочерью князя Кристиана Шлезвиг-Голштинского и великобританской принцессы Елены, через которую приходилась внучкой королеве Виктории. Свадьба была отпразднована с большим размахом. На ней присутствовали многочисленные родственники, включая саму королеву, принца и принцессу Уэльских, германского императора Вильгельма II. Церемонию проводил архиепископ Кентерберийский. Брак состоялся при активном участии Вильгельма II, который приходился двоюродным братом невесте и близким другом жениху.
Брак был несчастливым и бездетным. В декабре 1900 года Фридрих I Ангальтский, как правящий герцог, аннулировал его. Принцесса Мария Луиза была в то время с официальным визитом в Канаде и сразу же вернулась в Англию.

## Награды
- Орден Вендской короны (15 ноября 1888).